# Donald Barr
Donald Barr (Manhattan, 8 de agosto de 1921 — Langhorne, 5 de fevereiro de 2004) foi um agente do Ministério de Serviços Estratégicos (OSS), um educador americano e escritor. Ele ensinou inglês na Universidade Columbia, foi diretor da Dalton School em Nova Iorque (1964-1974) e da Hackley School em Tarrytown, Nova Iorque, e escreveu dois romances de ficção científica.

## Vida pessoal
Barr nasceu em Manhattan, Nova Iorque, filho de Estelle (née DeYoung), psicóloga, e Pelham Barr, economista. Ele e sua esposa, Mary Margaret (née Ahern), tiveram quatro filhos, incluindo William P. Barr (que atuou como 77.º procurador-geral dos Estados Unidos no Governo George H. W. Bush e atualmente atua como 85.º procurador-geral dos Estados Unidos no Governo Donald Trump) e o físico de partículas Stephen Barr.
Barr nasceu de uma família judia, mas depois se converteu ao catolicismo. Ele se formou na Universidade Columbia, onde se formou em matemática e antropologia, em 1941.

## Carreira
Barr serviu no Escritório de Serviços Estratégicos (OSS) durante a Segunda Guerra Mundial. Ele estava ensinando inglês na Columbia em 1955. Ele iniciou o Programa de Honra à Ciência da Universidade Columbia em 1958 e foi seu diretor até 1964.
Donald Barr foi diretor da Dalton School de 1964 a 1974. Durante seu tempo como diretor de Dalton, Barr é acusado de ter contratado Jeffrey Epstein como professor de matemática, apesar de Epstein ter abandonado a faculdade e ter apenas 21 anos na época. Em 1973, Donald Barr publicou Space Relations, um romance de ficção científica sobre um planeta governado por oligarcas que praticam escravidão sexual infantil; Observou-se que os crimes de Epstein são semelhantes à trama do romance de Barr.
Barr trabalhou como educador em Nova Iorque nos anos 50 e 80 e revisou livros para o The New York Times.
Em 1983, o presidente Reagan nomeou Donald Barr como membro do Conselho Nacional de Pesquisa Educacional.